# Le Mesnil-Saint-Firmin
Le Mesnil-Saint-Firmin település Franciaországban, Oise megyében. Lakosainak száma 249 fő (2022. január 1.). Le Mesnil-Saint-Firmin Bacouël, Chepoix, Rocquencourt, Sérévillers és Tartigny községekkel határos.

## Népesség
A település népességének változása:
| Lakosok száma | 171  | 193  | 258  | 204  | 227  | 239  | 251  | 251  | 249  |
|               | 2013 | 2015 | 2016 | 2017 | 2018 | 2019 | 2020 | 2021 | 2022 |